# Estivareilles (Allier)
Estivareilles – miejscowość i gmina we Francji, w regionie Owernia-Rodan-Alpy, w departamencie Allier.

## Demografia
Według danych na rok 1990 gminę zamieszkiwały 1104 osoby, a gęstość zaludnienia wynosiła 98 osób/km². W styczniu 2015 r. Estivareilles zamieszkiwały 1163 osoby, przy gęstości zaludnienia wynoszącej 103,2 osób/km².